# Bloatware
Un bloatware (également appelé logiciel mémorivore, inflagiciel, obésiciel ou boufficiel) désigne tantôt un logiciel utilisant une quantité excessive de ressources système, tantôt un logiciel accumulant une quantité importante de fonctionnalités disparates. Se dit également des logiciels pré-installés de force en plus du système d'exploitation sur un matériel neuf.
En anglais, le verbe to bloat signifiant « enfler », le terme bloatware peut se périphraser par « logiciel qui gonfle ».
Ainsi les termes « inflagiciel » et « obésiciel », mots-valises — l'un issu de la contraction d'inflation et logiciel, l'autre d'obèse et logiciel — ont été proposés par l'Office québécois de la langue française.

## Causes

### Logiciel à faible efficience
Dans ce premier cas (efficience), la surconsommation peut porter sur la mémoire vive ou les cycles processeur et se manifester par une lenteur d'exécution ou un temps de réponse interactive important.

### Bloatware
Dans ce deuxième cas, l'ajout de petites fonctionnalités mal intégrées se fait souvent au détriment de la maniabilité de l'interface utilisateur.
Ce terme désigne aussi en partie les logiciels pré-installés sur les ordinateurs vendus avec un système d'exploitation. Ces logiciels de sociétés partenaires ont tendance à se lancer inutilement au démarrage.

## Réactions
En janvier 2020, plusieurs dizaines d'ONG se sont regroupées afin de dénoncer dans une lettre ouverte les bloatwares d'Android, tels que la messagerie Snapchat ou encore les navigateurs web des fabricants de téléphone.